# آني ماك
آني ماك (بالإنجليزية: Annie Mack)‏ هي ممثلة أمريكية، ولدت في 1850، وتوفيت في 22 يونيو 1935.

## وصلات خارجية
- آني ماك على موقع قاعدة بيانات برودواي على الإنترنت (الإنجليزية)